# Лисівка (Миргородський район)
Ли́сівка — село Миргородського району Полтавської області. Населення становить 580 осіб. Входить до складу Лютенської сільської громади.
Після ліквідації Гадяцького району у липні 2020 року увійшло до Миргородського району.

## Географія
Село Лисівка знаходиться на правому березі річки Псел, вище за течією на відстані 5 км розташоване село Рашівка, нижче за течією на відстані 4 км розташовані села Перевіз і Мала Обухівка, на протилежному березі - село Млини. Біля села протікає пересихаючий струмок з загатою. Річка в цьому місці звивиста, утворює лимани, стариці і заболочені озера.

## Історія
- Засноване приблизно 1670 року в мальовничій долині річки Псел. Документальні свідчення заснування не збереглися. За переказами засновником поселення був козак, що мав прізвище Лисенко - звідси й етимологія назви, а в селі і до цього часу є Лисий яр - місце першого козацького поселення.
- Село постраждало внаслідок геноциду українського народу, проведеного окупаційним урядом СССР 1923-1933 та 1946-1947 роках.
- До 2020 року орган місцевого самоврядування — Лисівська сільська рада.

## Економіка
Сільськогосподарське підприємство — ТОВ "Нові Мости". Спеціалізація — виробництво зернових та олійних культур.

## Релігійна громада
1 лютого 2015 року відбулося освячення храму Митрополитом Полтавським і Миргородським Філіпом.